# Thomas G. Dummer
Pour les articles homonymes, voir Dummer.
Thomas George Dummer (23 octobre 1915 - 17 mai 1998) est un ostéopathe anglais et un spécialiste de médecine tibétaine.

## Biographie
Il participa à la création de l'École française d'ostéopathie, créée en 1957 sous la direction de Paul Geny,
En 1977, il se rend à Dharamsala pour étudier la médecine tibétaine traditionnelle, auprès de médecins tibétains et du 14e dalaï-lama. Il écrit à son retour Médecine tibétaine et thérapies holistiques.